# Lanzarote (Erzählung)
Lanzarote ist eine Erzählung des französischen Autors Michel Houellebecq, die im Jahr 2000 bei Flammarion veröffentlicht wurde. Die deutsche Übersetzung von Hinrich Schmidt-Henkel erschien im gleichen Jahr unter dem Titel Lanzarote: Erzählung beim Kölner Verlag DuMont.

## Handlung
Im Dezember 1999 beschließt der kleine französische Angestellte Michel, eine Urlaubsreise auf die Kanareninsel Lanzarote zu buchen. Auf der Insel lernt Michel den belgischen Polizisten Rudi und die beiden lesbischen deutschen Frauen Pam und Barbara kennen. Mit den beiden Frauen erlebt er einen flotten Dreier. Ansonsten langweilt er sich im Rest seiner Urlaubsreise. Zum Belgier Rudi entwickelt sich zunächst ein freundschaftliches Verhältnis, doch dann wendet sich dieser der Sekte der Azraëlisten (Angelehnt an die Neue Religiöse Bewegung der Raelianer) zu. Später wird Rudi mit anderen Sektenmitgliedern in Belgien wegen Kinderpornografie angeklagt. Michel verfolgt den Prozess, ist zur Urteilsverkündung aber nicht mehr anwesend.

## Rezeption
„Einmal mehr präsentiert Houellebecq ... das Jahrhundertende als Ausgeburt des Irrsinns und des Verbrechens, des Endsiegs vulgärmaterialistischen Denkens und diffuser Erlösungssucht. Und sein abgefeimtes Strategiespiel mit der moralischen Indifferenz der anything-goes-Ära geht auf: Egal ob sich Leser/in gegen die Zumutungen dieses Textes wehrt, er/sie ist den Stereotypen doch auf den Leim gegangen. ... Matchball für Houellebecq, der unbefriedigt weiter träumen darf von seinen genetischen Utopien ohne Sex. Als Erzähler wird er wohl weiterhin konsequent auf Angriff spielen: das macht ihn uns so bedenklich wertvoll.“

„Mit „Lanzarote“ macht Houellebecq das Sujet zum Grundthema und Ergebnis ist erwartungsgemäß eine konzentrierte Darstellung seiner Weltsicht im Dreiklang Porno-Pepsi-Psychopharmaka. Doch eine kleine Überraschung bietet das Buch doch: Nicht nur, dass diese Welt wie üblich einen Notausgang ins Klon- und Kuschel-Paradies enthält  sie scheint Houellebecq auch nicht mehr so trostlos.“

„Michel Houellebecqs Erzählung weist alle Stichworte auf, an denen sich das öffentliche Interesse flackernd entzündet: Samenspende, Biotechnologie, Klonen, Skandal in Belgien, Kindsmißbrauch. Hätte seine Erzählung ein Register, man könnte auf einen Blick hier sehen, daß Houellebecqs Rachezug gegen den Sumpf der Gegenwart, der nicht mit Furor geführt, sondern mit den traurigen Augen eines geschlagenen und verlassenen Kindes betrachtet wird, eine kleine chronique scandaleuse sein möchte. Man braucht, in den trüben Dinosaurieraugen Houellebecqs, nur noch die Länge einer Erzählung, die Größe eines Taschenspiegels für diese vermurkste Welt.“

## Bühnenstück
Unter der Regie von Karoline Behrens entstand im Januar 2011 am Schauspiel Frankfurt ein Solo-Theaterstück mit dem Schauspieler Michael Benthin.

## Ausgaben
- Lanzarote, Flammarion, Paris, 2000, ISBN 2-08-067927-9
- Lanzarote: Erzählung, aus dem Französischen von Hinrich Schmidt-Henkel, DuMont, Köln, 2000, ISBN 3-7701-5550-5
- Lanzarote: Erzählung rororo, Reinbek bei Hamburg, 2004, ISBN 3-499-23644-3